# CC-167
La CC-167 es una carretera perteneciente a la Red Secundaria de la Diputación Provincial de Cáceres que une las carreteras  A-66   E-803 ,  N-630  y  EX-109  con la localidad de Casas de Millán.
Su denominación oficial es "Carretera de A-66 a Casas de Millán".

## Historia de la carretera
Esta carretera está formada por la primera parte de la antigua carretera CC-30 que fue renombrada en el cambio del catálogo de Carreteras de la Diputación Provincial de Cáceres en el año 2022.